# Monoclonius
A Monoclonius (jelentése 'egyszerű nyél', az egyszerű gyökerű fogakra utalva) a ceratopsia dinoszauruszok egyik neme, amely a késő kréta időszakban élt a Judith River Formációban, Montana és Kanada területén. Gyakran összetévesztik a hozzá hasonló (és egyesek szerint vele azonos nembe tartozó, de más korú vagy ivarú) Centrosaurusszal. A Monocloniusról Edward Drinker Cope készített leírást 1876-ban.

## Felfedezés

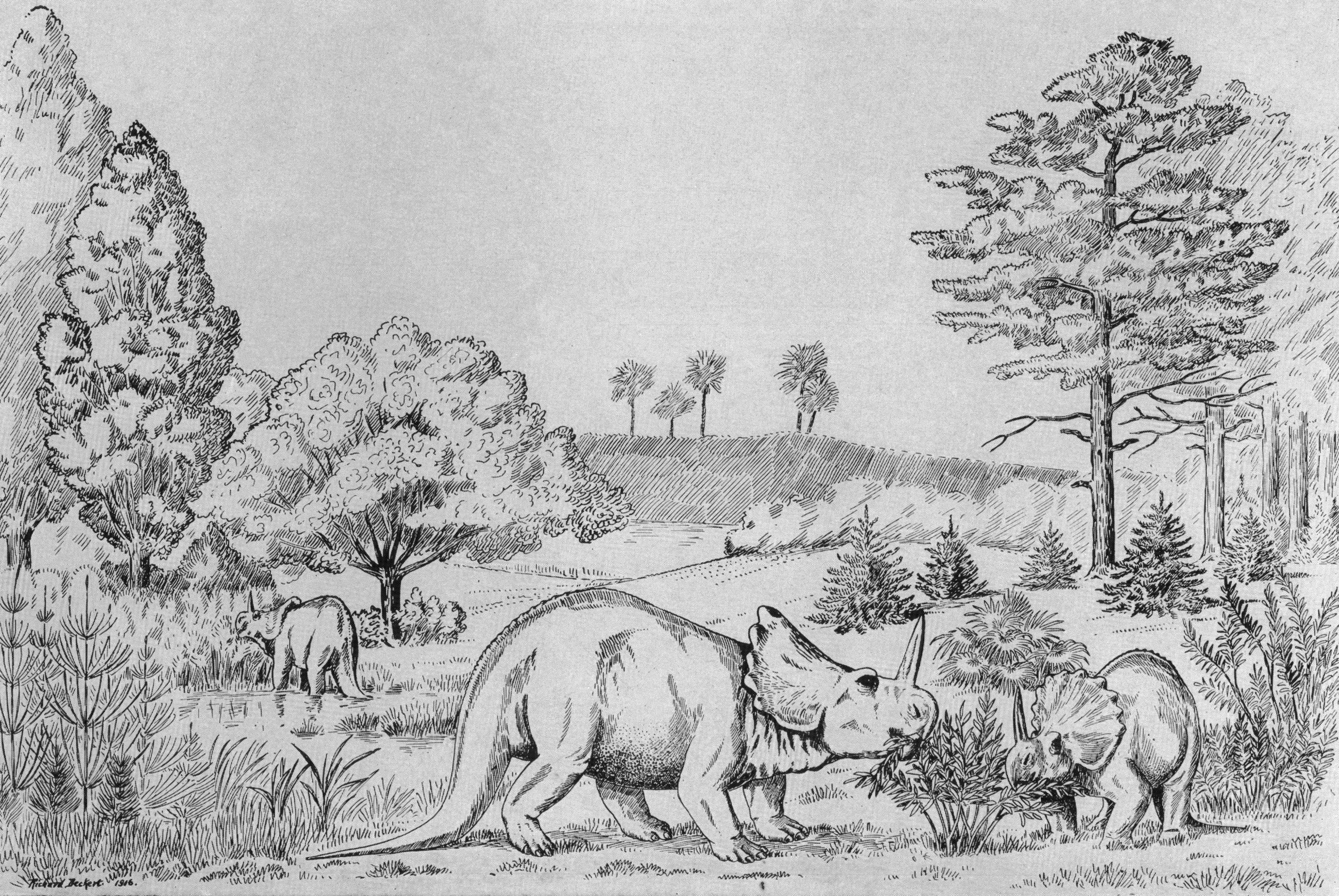
A Monoclonius 1917-ben készült rekonstrukciója

A Monoclonius az Edward Drinker Cope által elnevezett ceratopsiák közül a harmadik volt (az Agathaumas és a Polyonax után), és az egyetlen, melynek neve még érvényesnek számít. A típuspéldányt 1876 nyarán fedezték fel Montanában, a Little Bighornnál, az az év júniusában vívott csata színhelyétől 160 kilométerre. Habár a fosszília széttagolódva őrződött meg, Cope az állat nagy részét megtalálta (csak a lábfejei hiányoztak), többek között előkerültek a koponya darabjai és a hosszú orrszarv alsó része is. Mivel a ceratopsiákat még nem ismereték, Cope bizonytalan volt a koponya nagy részével kapcsolatban, így nem jött rá arra sem, hogy a szarv maradványa egy fosszilizálódott orrszarv.
Miután O. C. Marsh 1889-ben leírást készített a Triceratopsról, Cope újra megvizsgálta a Monoclonius példányát és rájött, hogy a Triceratops, a Monoclonius és a Agathaumas egy hasonló dinoszauruszokból álló csoport képviselői. Cope az M. crassus vizsgálatáról szóló cikkében három újabb Monoclonius fajt is megnevezett. A Monocloniust nagy orrszarvval rendelkező, és a szemei felett kisebb szarvakat, valamint egy nagy, széles nyílásokkal ellátott nyakfodrot (falcsontot) viselő állatként írta le.
Később John Bell Hatcher (Marsh egyik embere, azaz a 'Yale tábor' tagja a Csontháború idején), folytatva Marsh Ceratopsidae családról szóló monográfiáját kigúnyolta Cope fosszíliagyűjtő módszereit. Cope ritkán azonosított példányokat a terepen a pontos elhelyezkedés alapján, így a leírásai inkább összeállított leletanyagokról szóltak, mint konkrét egyedekről. Hatcher átvizsgálta az M. crassus típuspéldányát, de a koponyamaradványok közül csak a falcsont bal oldalát (a nyakfodor hátsó részét) volt képes biztosan ehhez a nemhez kapcsolni. Nem tudta hová helyezze a típuspéldány gyűjteményében található egyik squamosális csontot (a nyakfodor oldalát), és nem hitte el, hogy Cope (más számon katalogizált) szemöldökszarva hozzá tartozik.

### ACentrosaurusfelbukkanása
A Cope 1899-es cikkét követő években úgy tűnt, hogy szokássá vált az, hogy a Monoclonius részeként írtak le bármit, ami a Judith River csontmedreiből előkerült. 1902-ben az első Kanadából származó dinoszauruszfajokról, köztük három, töredékes koponyák alapján Monocloniusként azonosított új fajról Lawrence Lambe ceratopsiaként készített leírást.

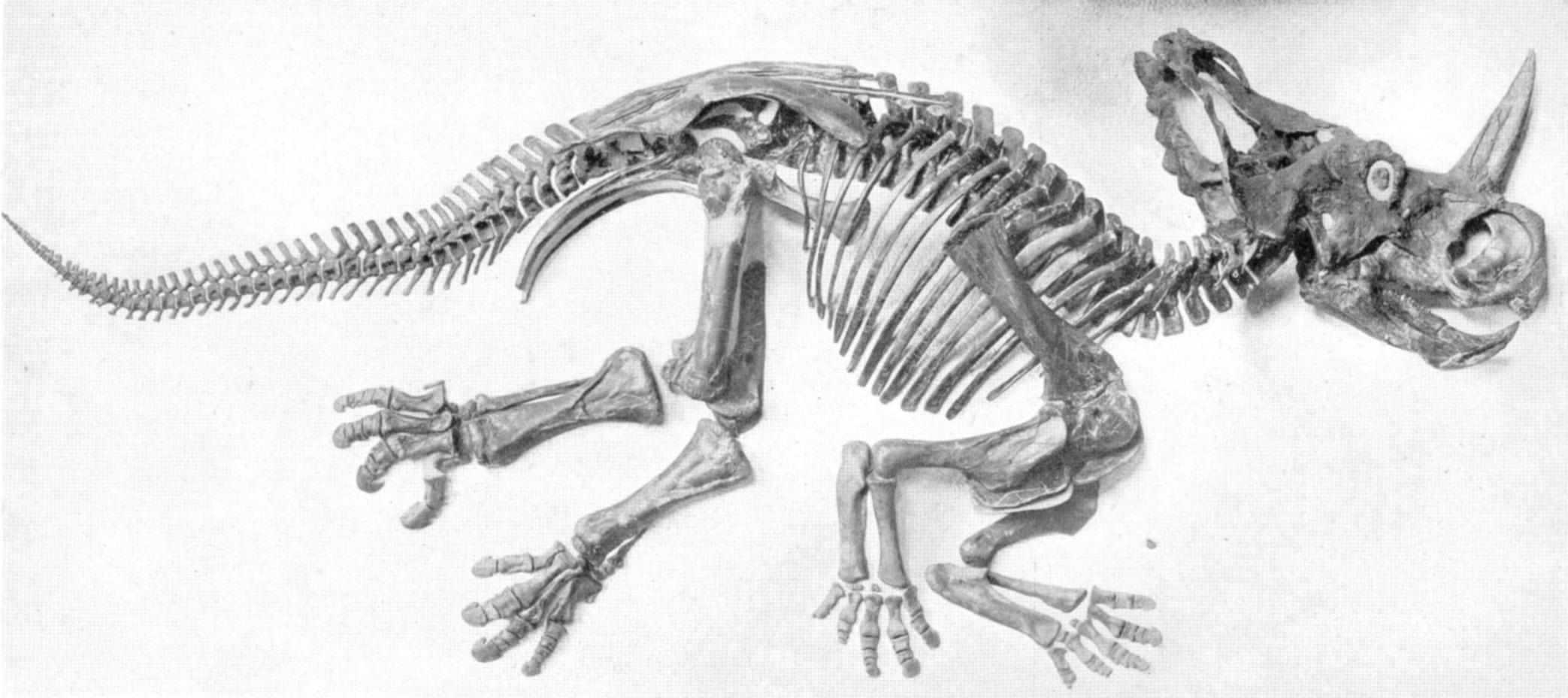
A Monoclonius nasicornis csontváza

1904-ben Lambe egy (az elsőénél jobb állapotban levő koponyával rendelkező) második példány alapján, melyet 1902-ben még a Monoclonius dawsoni egyedeként tartott számon, leírást készített a Centrosaurusról. A Charles H. Sternberg által begyűjtött újabb példányok nyilvánvalóvá tették, hogy a Centrosaurus nagy mértékben elkülönül a Monocloniustól, legalábbis Lambe szerint. Barnum Brown, aki egy 1914-es cikkben felülvizsgálta a Monocloniust és a Centrosaurust, elvetette Cope legtöbb faját, és csak az M. crassust hagyta meg. Összevetve a Monocloniust a Centrosaurusszal arra a megállapításra jutott, hogy az M. crassus egy idős, az erózió által megrongált példány, és hogy a két név egymás szinonimája. 1915-ben Lambe egy újabb cikkben (a Lambe által három családra felosztott Ceratopsia áttekintésében) válaszolt Brownnak, áthelyezve az M. dawsonit a Brachyceratops, az M. sphenocerust pedig a Styracosaurus nembe. Az M. crassust melyet sérülése és orrszarvának hiánya miatt nem talált diagnosztikusnak, nem helyezte át. Lambe a cikke végén az M. flexust a Centrosaurus apertushoz (a Centrosaurus típuspéldányához) kapcsolta. Brown az albertai centrosaurinákról szóló cikkében első alkalommal elemzett egy teljes centrosaurina csontvázat, melynek a Monoclonius nasicornis nevet adta (a zavarhoz még inkább hozzájárult azzal, hogy egy újabb fajról, a M. cutleriről is leírást készített).
A leletanyagot a további néhány év során hasonló módon kezelték, míg végül, 1933-ban meg nem jelent R. S. Lull Revision of Ceratopsia (A Ceratopsia felülvizsgálata) című írása. Habár az 1907-es, gyönyörűen illusztrált monográfiától eltérően aránylag kevés illusztrációt tartalmazott, megpróbálta beazonosítani és elhelyezni az összes addig ismertté vált ceratopsia példányt. Lull leírt egy újabb, Albertából származó egyedet (az YPM 2015 jelzésű leletet, a Monoclonius (Centrosaurus) flexust) és úgy döntött, hogy a Centrosaurus a Monoclonius fiatalabb szinonimája, amely talán eléggé különbözik ahhoz, hogy egy nem alatti szint alapjául szolgáljon (Ezt a példányt a Yale Egyetem Peabody Múzeumában szokatlan módon állították ki: a bal oldalán a csontváz látható, míg a másikon az élő állat rekonstrukciója). Charles H. Sternberg fia, Charles M. Sternberg 1940-ben egyértelműen megalapozta az albertai Monocloniusszerű formákat (Montanából 1876-óta nem került elő újabb példány) és megmutatta azokat a különbségeket, amelyek igazolják a két nem megkülönböztetését. A Monocloniusszerűek ritkábban és korábbi szintekről kerültek elő, mint a Centrosaurusszerűek, ami arra utal, hogy az előbbiek talán az utóbbiak ősei.

## Osztályozás
A Monoclonius a Centrosaurinae alcsaládba tartozik, a papagájszerű csőrrel rendelkező növényevő dinoszauruszok csoportján, a Ceratopsia alrendágon belül (ógörög eredetű nevük jelentése 'szarv arcú'), amely a kréta időszak során Észak-Amerika és Ázsia területén élt. A kréta időszak végén, mintegy 65 millió évvel ezelőtt az összes Ceratopsia kihalt.

## Fajok
Típusfaj:
- Monoclonius crassus Cope 1876 [AMNH 3998]

Egyéb fajok:
- M. albertensis (Lambe, 1913/Leahy, 1987); Styracosaurus albertensishez tartozik.
- M. apertus (Lambe, 1904/Kuhn, 1964); a Centrosaurus apertushoz tartozik.
- M. belli (Lambe, 1902); a Chasmosaurus bellihez tartozik.
- M. canadensis (Lambe, 1902); a Chasmosaurus canadensishez tartozik.
- M. cutleri (Brown, 1917); egy csontváz hátsó fele és néhány koponyatöredék, a Centrosaurus apertushoz tartozik.
- M. dawsoni (Lambe, 1902; a Brachyceratops dawsonival és a Centrosaurus dawsonival) együtt a Centrosaurus apertushoz tartozik.
- M. fissus Cope, 1889; egy különálló szárnyasnyúlvány (Cope squamosális csontként azonosította); nomen nudum.
- M. flexus (Brown, 1914); a Centrosaurus apertushoz tartozik.
- M. longirostris (Sternberg, 1940/Kuhn, 1964); a Centrosaurus apertushoz tartozik.
- M. lowei (Sternberg, 1940); egy nagy, valamelyest lapos koponya, amely egyértelműen egy kifejletlen egyedhez tartozott (a koponya varratai nem záródtak be teljesen). Sternberg kimutatta, hogy a példány hasonlít a Brachyceratopsra. A fajt a drumhelleri Harold D'acre Robinson Lowe tiszteletére nevezték el. Lowe C. M. Sternberg munkatársa volt, aki (1925 és 1937 között) 6 expedícióban vett részt Alberta déli részén, valamint Manitobában és Saskatchewanban.
- M. montanensis (Gilmore, 1914); a Brachyceratops montanensishez tartozik.
- M. nasicornis (Brown, 1917); részben a Centrosaurus apertushoz, részben pedig a Styracosaurus albertensishez tartozik (Dodson szerint valójában a Styracosaurus nősténye)
- M. recurvicornis Cope, 1889; agykoponya, 3 szarv és különálló töredékek; nomen nudum, a Ceratops recurvicornishoz tartozik.
- M. sphenoceras Cope, 1890; orrszarv és premaxilla; nomen nudum, az Agathaumas sphenocerashoz, az A. monocloniushoz és a Styracosaurus sphenocerashoz tartozik.

## Táplálkozás és ökológia
A Monoclonius a többi ceratopsiához hasonlóan növényevő volt. A kréta időszak során a virágos növények elterjedése „a szárazföldön földrajzilag behatárolódott”, így valószínű, hogy ez az állat az időszak domináns növényeit, a páfrányokat, a cikászokat és a tűlevelűeket fogyasztotta, melyekről éles csőrével leveleket vagy tüskéket téphetett le.

## Fordítás
- Ez a szócikk részben vagy egészben a Monoclonius című angol Wikipédia-szócikk ezen változatának fordításán alapul.  Az eredeti cikk szerkesztőit annak laptörténete sorolja fel. Ez a jelzés csupán a megfogalmazás eredetét és a szerzői jogokat jelzi, nem szolgál a cikkben szereplő információk forrásmegjelöléseként.

## Ajánlott irodalom
- Dodson, Peter. Monoclonius—The First Ceratopsid, The Horned Dinosaurs. Princeton, New Jersey: Princeton University Press, 127–169. o. (1998). ISBN 0-691-05900-4. OCLC 60183976. Hozzáférés ideje: 2009. szeptember 16.